# Frances Campbell-Preston
Frances Olivia Campbell-Preston (de soltera Grenfell), (St. Leonards, 2 de septiembre de 1918 - 22 de noviembre de 2022) fue una cortesana y escritora británica que se desempeñó como dama de honor de la reina madre Isabel Bowes-Lyon (1965-2002).

## Familia y educación
Frances Olivia Grenfell era hija de Arthur Morton Grenfell, nieto del empresario Pascoe St Leger Grenfell, y su segunda esposa, Hilda Margaret Lyttleton (hija del Excmo. Sir Neville Lyttelton), y sus tíos incluían al político Cecil Alfred Grenfell y al soldado Francis Octavius Grenfell. Era cuñada de la actriz y comediante Joyce Grenfell y tía del político William Waldegrave, y su cuñado era Bernard Fergusson, Lord Ballantrae, gobernador general de Nueva Zelanda.
Fue educada primeramente en una escuela de la Unión Educativa Nacional de Padres, cuya enseñanza se basó en las ideas de Charlotte Mason. Luego asistió a St Paul's Girls' School en Londres.
El 2 de diciembre de 1938 se casó con el teniente coronel (George) Patrick Campbell-Preston (1911-1960), hijo del coronel Robert William Pigott Clarke Campbell-Preston y Mary Augusta Margaret Nicol Thorne y sobrino del general. Sir Augustus Francis Andrew Nicol Thorne . Patrick, oficial de la Guardia Negra en el momento de su matrimonio, fue palafrenero de Lord Tweedsmuir durante la década de 1930 y luego fue encarcelado en el castillo de Colditz durante la Segunda Guerra Mundial. Murió en un accidente automovilístico en 1960, después de que él y Frances tuvieran cuatro hijos.

## Vida posterior
Después de presentarse como debutante en 1937, Campbell-Preston navegó a Canadá al año siguiente para convertirse en una dama de honor informal de la consorte virreinal, Lady Tweedsmuir. Durante la Segunda Guerra Mundial, sirvió en el Servicio Naval Real de Mujeres.
Fue miembro del Consejo del Condado de Argyll de 1960 a 1964 antes de que el secretario privado de la reina madre Isabel Bowes-Lyon, Sir Martin Gilliat, quien había estado encarcelado con su esposo en Colditz, le pidiera en 1965 que se convirtiera en una dama de honor de la reina madre. Continuó en ese cargo, asistiendo a eventos a nivel nacional y en el extranjero, hasta la muerte de la reina madre en 2002. Campbell-Preston fue descrito como una miembro incondicional del personal que no dudaba en hacerle preguntas difíciles a la Reina Madre cuando otros miembros se mostraban reacios.
Campbell-Preston cumplió 100 años el 2 de septiembre de 2018, y murió el 22 de noviembre de 2022 a los 104 años.

## Honores
Campbell-Preston fue nombrada Comandante de la Real Orden Victoriana (CVO) en los Honores de Año Nuevo de 1977 y ascendida a Dama Comandante (DCVO) con motivo del 90 cumpleaños de la reina madre en los Honores de Cumpleaños de la Reina Madre de 1990.

## Publicaciones
Campbell-Preston fue autora de dos libros:
- Campbell-Preston, Frances (2010). Grandmother's Steps (en inglés). Wimborne Minster, Dorset: Dovecote Press. ISBN 978-1-904349-85-3.
- Campbell-Preston, Frances (2006). The Rich Spoils of Time (en inglés). Wimborne Minster, Dorset: Dovecote Press. ISBN 978-1-904349-47-1.